# 알브레히트 프리드리히 폰 프로이센 공작
알브레히트 프리드리히 폰 프로이센 공작(Herzog Albrecht Friedrich von Preußen: 1553년 5월 7일 - 1618년 8월 28일)은 프로이센의 제2대 공작 알브레히트 폰 프로이센의 아들이고, 알브레히트 3세 아킬레스의 증손이다. 그의 딸들은 대부분 같은 호엔촐레른 왕가의 근친들에게 시집갔다. 특히 그의 넷째 딸은 첫째 사위 요한 게오르크의 아버지인 요한 지기스문트의 후처가 되었다.
정신 질환을 앓고 있어 그의 치세기간 중 프로이센 공작령은 사촌 형 브란덴부르크쿨름바흐의 게오르크 프리드리히가 대신 섭정하였고 이후로도 그의 친척인 요아힘 프리드리히, 요한 지기스문트가 섭정을 하였다.

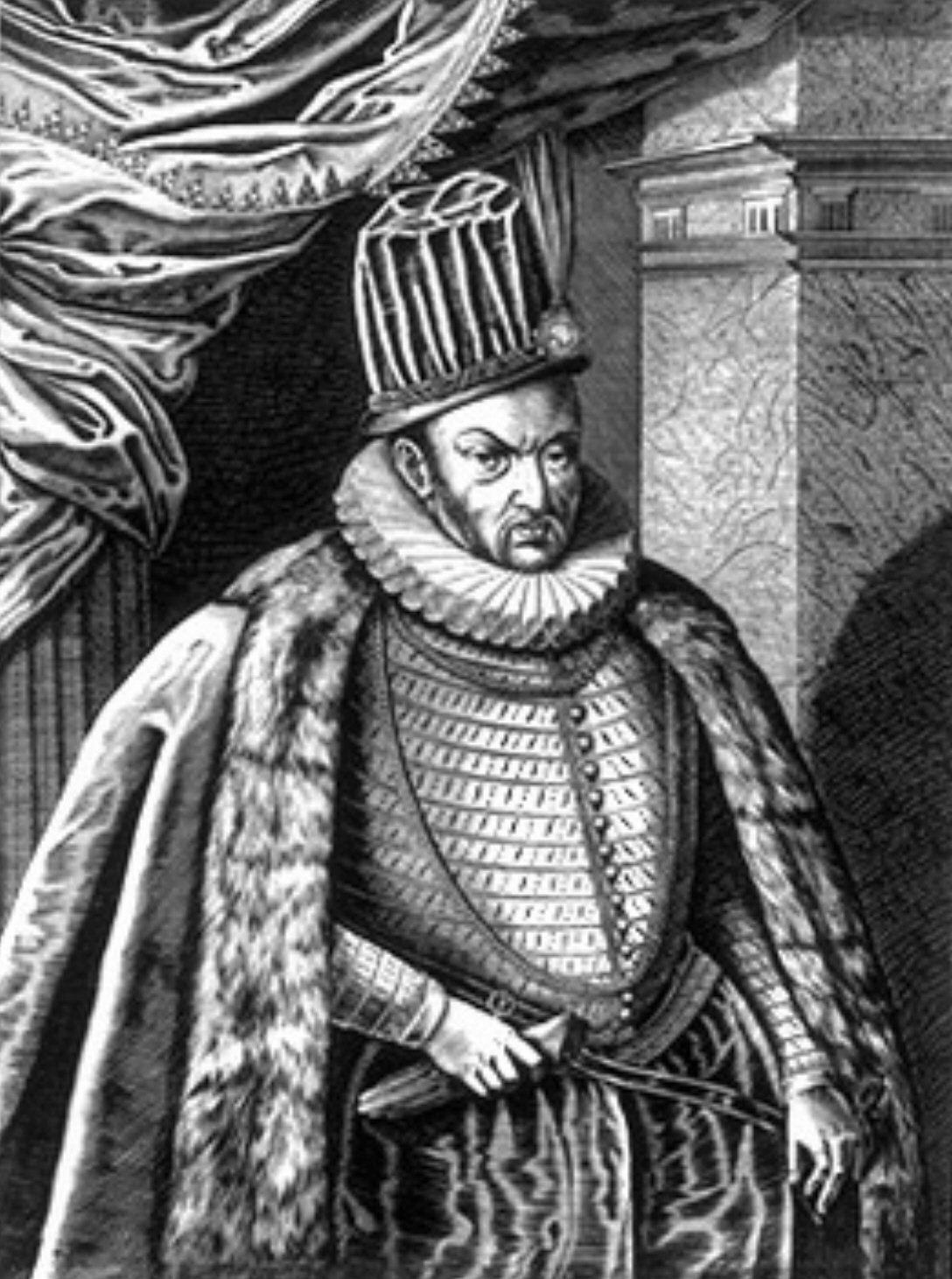
알브레히트 프리드리히 폰 호엔촐레른

## 생애

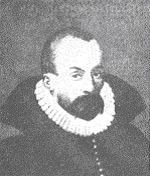
알브레히트 프리드리히 폰 호엔촐레른

알브레히트 프리드리히는 프로이센 공작 알브레히트와 브라운슈바이크-뤼네부르크의 안나 마리아의 아들로 쾨니히스베르크에서 태어났으며 친누나 엘리자베트가 있었다. 아버지 알브레히트는 덴마크의 왕 프레데리크 1세의 딸 도로테아와의 첫 결혼으로 6명의 자녀를 두었는데, 알브레히트 프리드리히에게는 이복 누나 4명과 프리드리히 알브레히트, 알브레히트 등 이복 형 2명이 있었지만 이복 형 2명은 모두 어려서 요절하였다. 외할머니 엘리자베트 역시 알브레히트 3세 아킬레스의 후손으로 요한 치체로의 손녀였다. 부계로는 그에게 7촌 고모뻘이 된다.
1569년 아버지 알브레히트와 어머니 브라운슈바이크-뤼네부르크의 안나 마리아가 연이어 사망하자 바로 프로이센 공작직을 계승하였다. 그는 폴란드 정부에 프로이센의 의회 설치를 건의하였지만 폴란드 정부의 강한 반대를 받았다. 그는 외가쪽으로는 카슈미르 4세의 외증손으로 폴란드어에 능했다. 한때나마 알브레히트 프리드리히는 루터교의 폴란드화를 지원할 왕위계승자 후보로도 고려되었다.
1572년에 이르러 종종 정신 장애의 증상을 보이기 시작했다. 결국 1578년 그의 사촌 형인 브란덴부르크-안스바흐 후작인 브란덴부르크쿨름바흐의 게오르크 프리드리히가 섭정직을 맡게 되었다. 게오르크 프리드리히는 아버지 알브레히트의 형 게오르크의 아들이었다.
1603년 게오르크 프리드리히가 죽자 폴란드의 왕 지기스문트 3세는 요아힘 프리드리히를 1605년 섭정으로, 1611년에는 요한 지기스문트를 섭정으로 삼았다.
사위이기도 한 요아힘 프리드리히는 알브레히트 3세 아킬레스의 5대손이고, 알브레히트 프리드리히는 알브레히트 3세 아킬레스의 증손이 된다.
1573년 율리히-클레페-베르크의 공작 빌헬름과 오스트리아의 안나 마리아 사이의 딸 클레페의 안나 마리아와 결혼하여 2남 5녀를 두었다. 그러나 두 아들 알베르트 프리드리히는 7개월만에, 둘째 아들 빌헬름은 생후 1년만에 사망했다. 프로이센 공작위는 그의 친척이자 사위인 요한 지기스문트에게 상속되었다.

## 근친혼
알브레히트 프리드리히의 딸 안나는 요한 지기스문트와 결혼하였다. 알브레히트 프리드리히는 알브레히트 3세 아킬레스의 아들 프리드리히의 손자였고, 요한 지기스문트는 알브레히트 3세 아킬레스의 아들이자 프리드리히의 형 요한 키케로 5대손이 된다. 사위인 요한 지기스문트는 그에게 증손자뻘이 되고, 요한 지기스문트의 증조부 요아힘 2세 헥토르는 알브레히트에게 8촌 형이 된다. 또한 둘째 딸 마리아는 호엔촐레른-바이로이트의 후작 크리스티안 폰 호엔촐레른-바이로이트와 결혼했다. 크리스티안 폰 호엔촐레른-바이로이트는 요한 게오르크의 아들이자 요아힘 프리드리히의 동생이다. 장녀 안나의 남편 요한 지기스문트는 둘째 사위 크리스티안 폰 호엔촐레른-바이로이트의 조카이고, 알브레히트 프리드리히에게는 증손자뻘, 손자뻘이 된다.
다섯째 딸 엘리노어는 요아힘 프리드리히의 후처로 시집갔는데, 요아힘 프리드리히는 알브레히트 3세 아킬레스의 아들이자 프리드리히의 형 요한 키케로의 4대손이다. 요아힘 프리드리히는 그에게 손자뻘이 된다. 그런데 요아힘 프리드리히는 크리스티안 폰 호엔촐레른-바이로이트의 형이며, 요한 지기스문트의 아버지가 된다.
다섯째 딸 엘리노어는 큰딸 안나의 시아버지의 후처가 되는 것이다. 또한 요아힘 프리드리히는 두 자매의 조카뻘, 요한 지기스문트는 촌수로 손자뻘이 된다.
그의 어머니인 브룬스위크-르네부르크의 안나 마리아 역시 호엔촐레른 가문의 외손이었다. 안나 마리아의 친정어머니인 브란덴부르크의 엘리자베스는 요아힘 1세 네스토르의 딸이자 요한 키케로의 손녀이며, 알브레히트 3세 아킬레스의 증손녀였다.
그가 5살 때 사망한 외할머니 브란덴부르크의 엘리자베스는 그에게 아버지쪽으로 6촌 누나가 된다. 외할아버지 브룬스위크-르네부르크 공작 에릭 1세 또한 호엔촐레른 왕가의 외손이었다. 외증조부 브룬스위크-르네부르크 공작 빌헬름 4세의 어머니는 브란덴부르크의 세실로, 브란덴부르크의 세실은 브란덴부르크 선제후 프리드리히 1세의 딸이었다.
외할아버지쪽 외고조모 세실은 그의 친고조부 프리드리히 1세의 딸이자 증조부 알브레히트 3세 아킬레스의 친누나였다.
또한 외할머니 엘리자베스의 친할아버지 요한 키케로는 알브레히트 프리드리히의 증조부 알브레히트 3세 아킬레스의 아들이자 할아버지 프리드리히의 친형이 된다.